# Raïon de Rivne
Le raïon de Rivne (en ukrainien : Рівненський район) est un raïon (district) dans l'oblast de Rivne en Ukraine.

## Historique

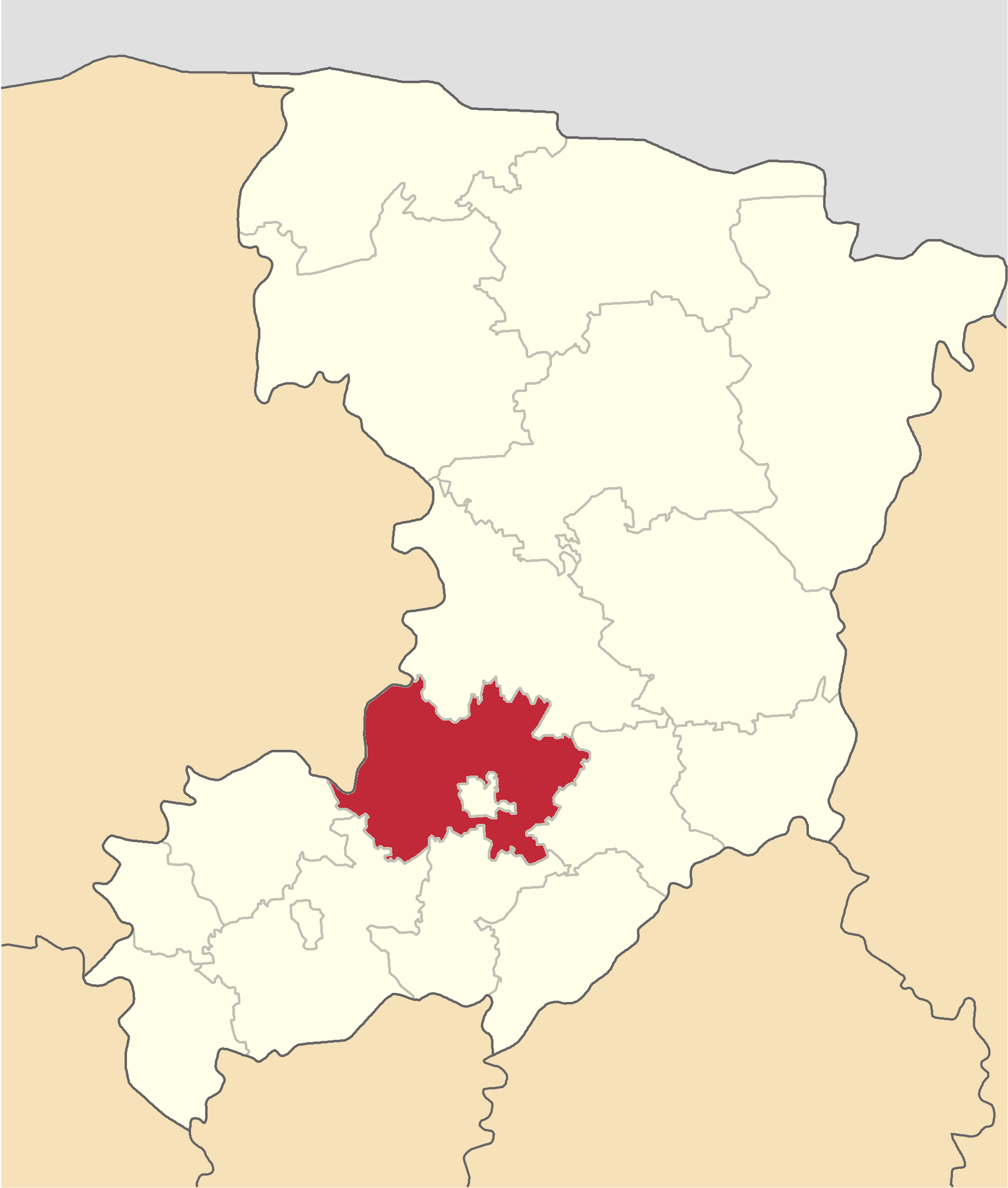
Le raïon avant 2020.

Avec la réforme du 18 juillet 2020, l'oblast est devenu à quatre raïons, celui de Rivne s'est donc étendu au détriment des raïons de Korets, Kostopil, Zdolboudniv, Ostroh, Berezne, Hochtcha. Le centre administratif est à Rivne. 

### Structure
Le raïon  se compose de vingt-six collectivités territoriales. 
Collectivités urbaines :
- communauté urbaine de Rivne,
- communauté urbaine de Zdolbuniv,
- communauté urbaine de Bereznovski,
- communauté urbaine de Korets,
- communauté urbaine de Kostopli,
- communauté urbaine de Ostrog.

Collectivité villageoise :
- collectivité villageoise de Gochtchanskaia,
- collectivité villageoise de Klevan,
- collectivité villageoise de Mizoch,
- collectivité villageoise de Sosnovskaia.

Communautés rurales :
- Communauté rurale d'Alexandrie,
- Communauté rurale de Babinskaya,
- Communauté rurale de Belokrinitskaya,
- Communauté rurale de Bugrinskaya,
- Communauté rurale de Velikie Mezhirichi,
- Communauté rurale de Velikaya Omelyanskaya.
- Communauté rurale de Golovinskaya,
- Communauté rurale de Gorodok,
- Communauté rurale de Derazhnenskaya,
- Communauté rurale de Diadkovichi,
- Communauté rurale de Zdolbysta,
- Communauté rurale de Zaryansk,
- Communauté rurale de Kornin,
- Communauté rurale de Malinskaya,
- Communauté rurale de Malolyoubashanskaya,
- Communauté rurale de Shpanovskaya.

## Lieux d’intérêt
La réserve naturelle de Rivne.

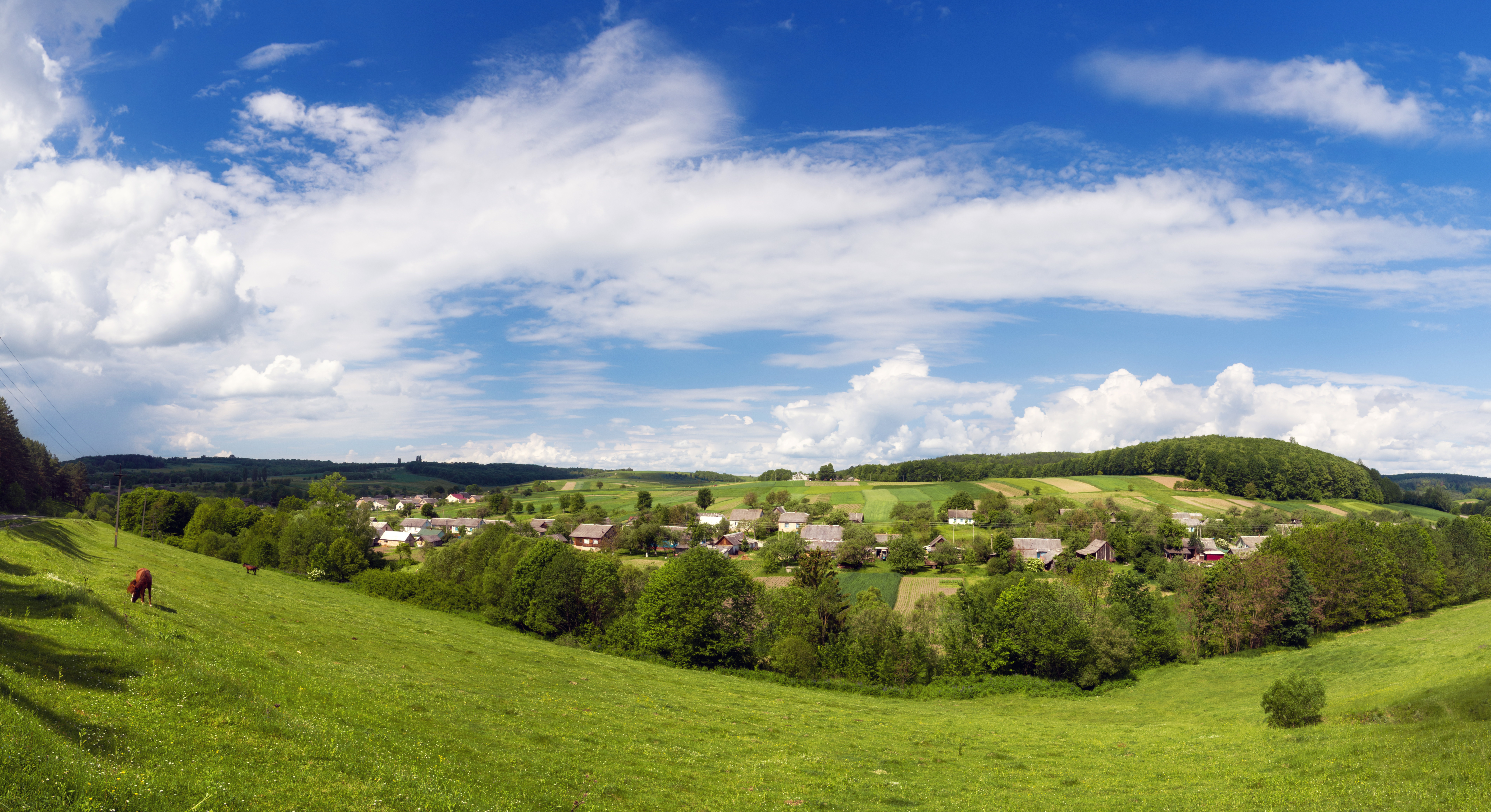
Parc national de Derman-Ostroh, classé[1],
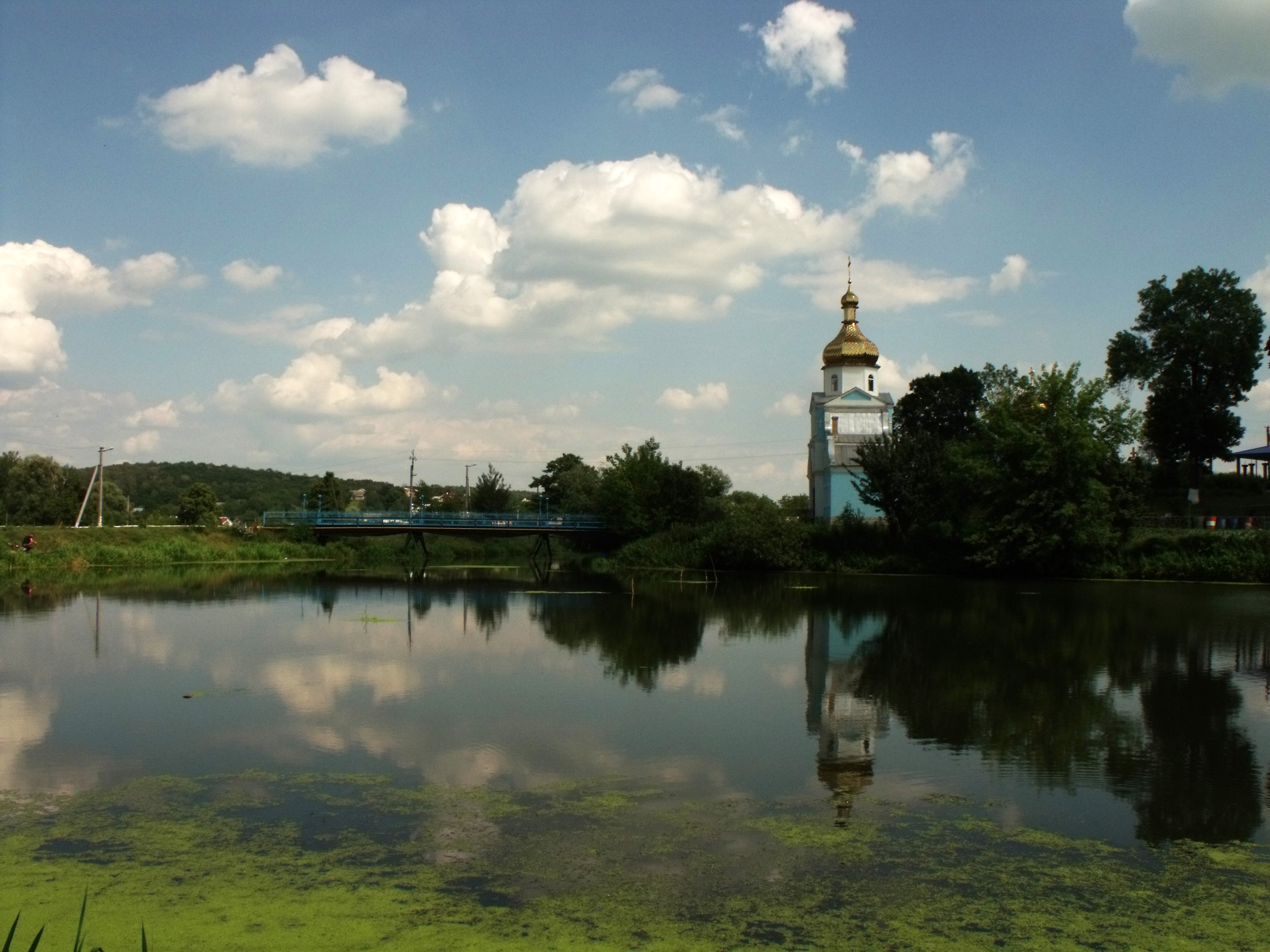
réserve d'Ostriv, classé[2],
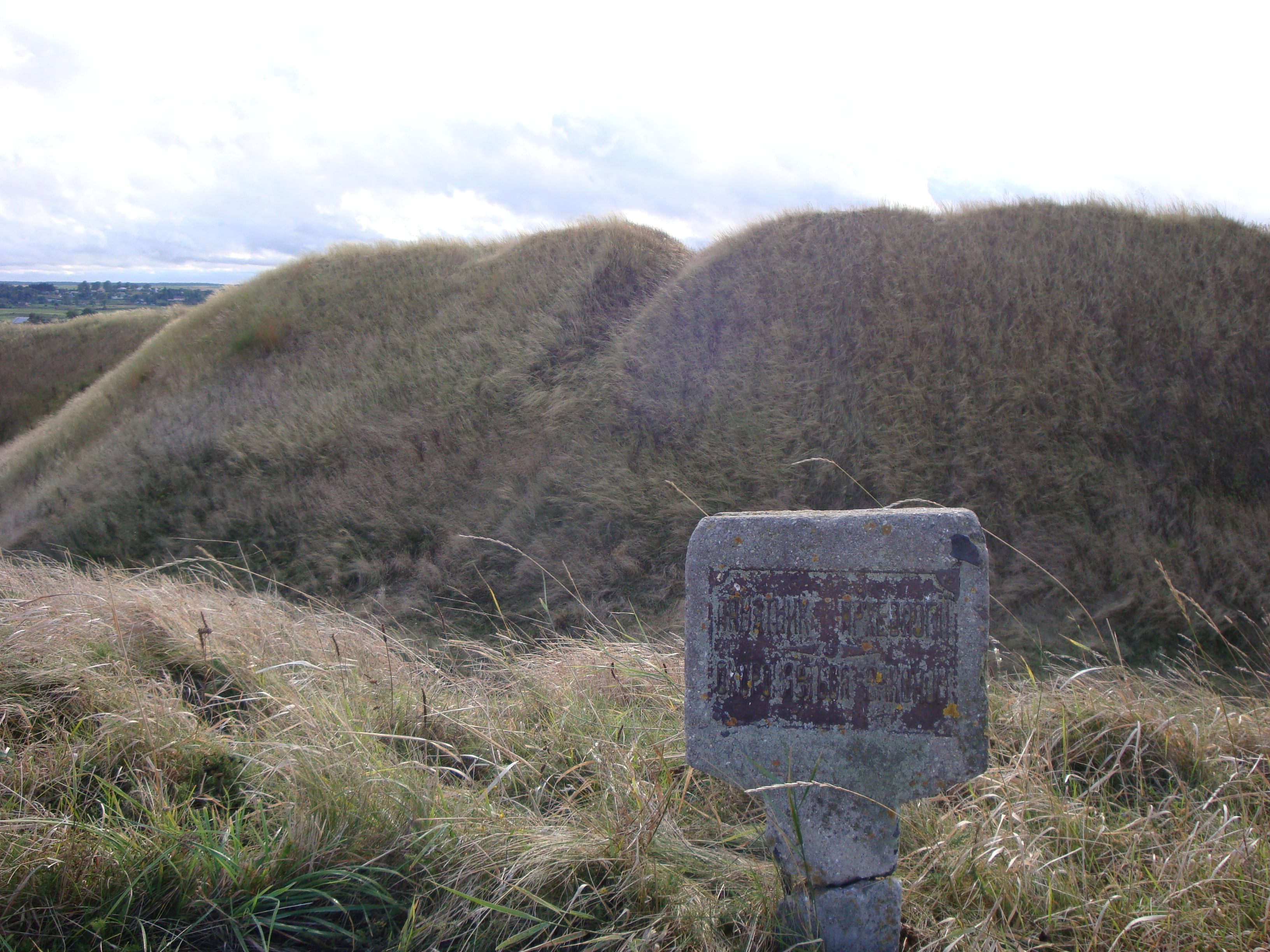
Le fort de Biliv, classé[3],
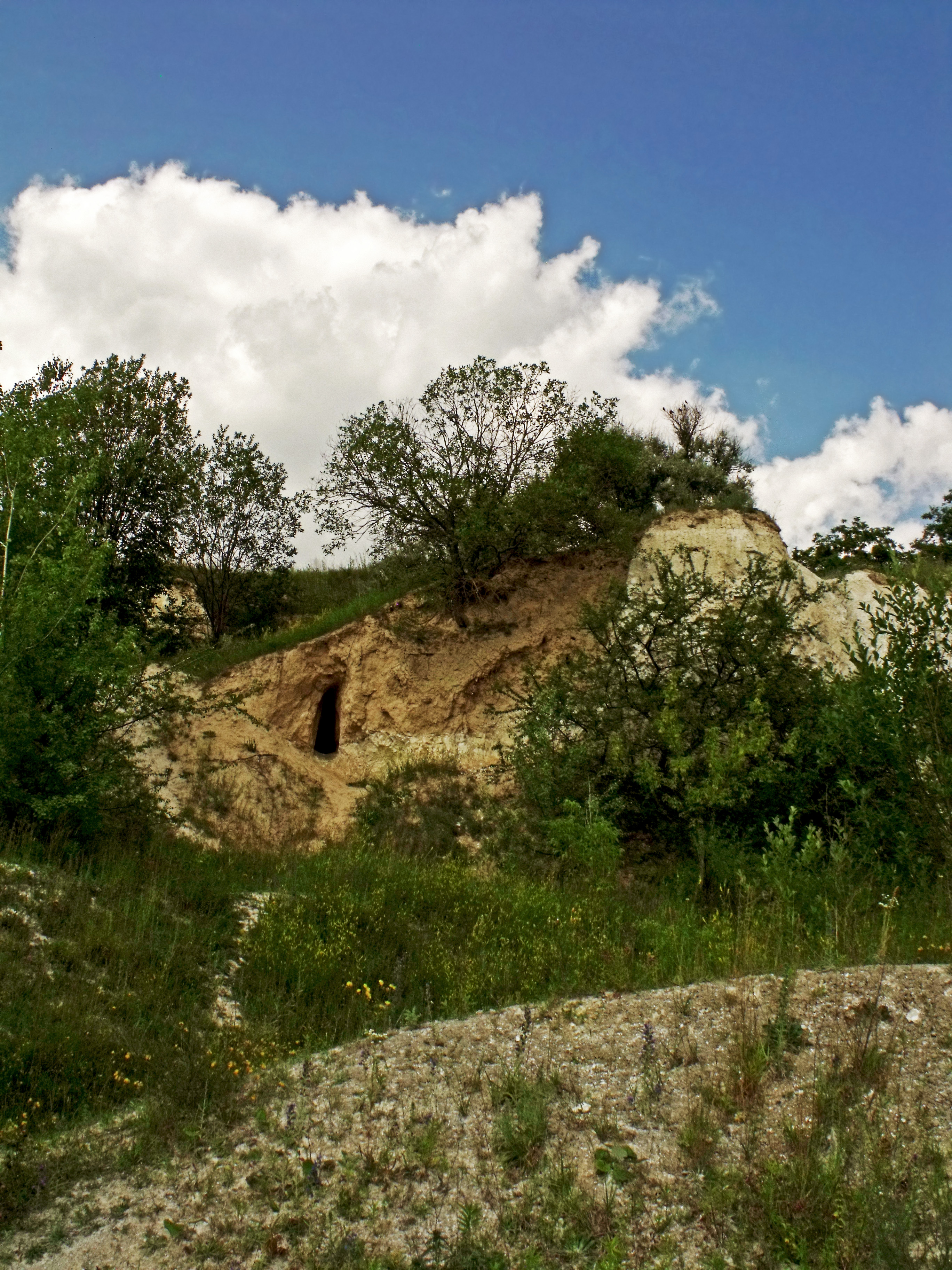
site de la culture Horodok, classée[4],
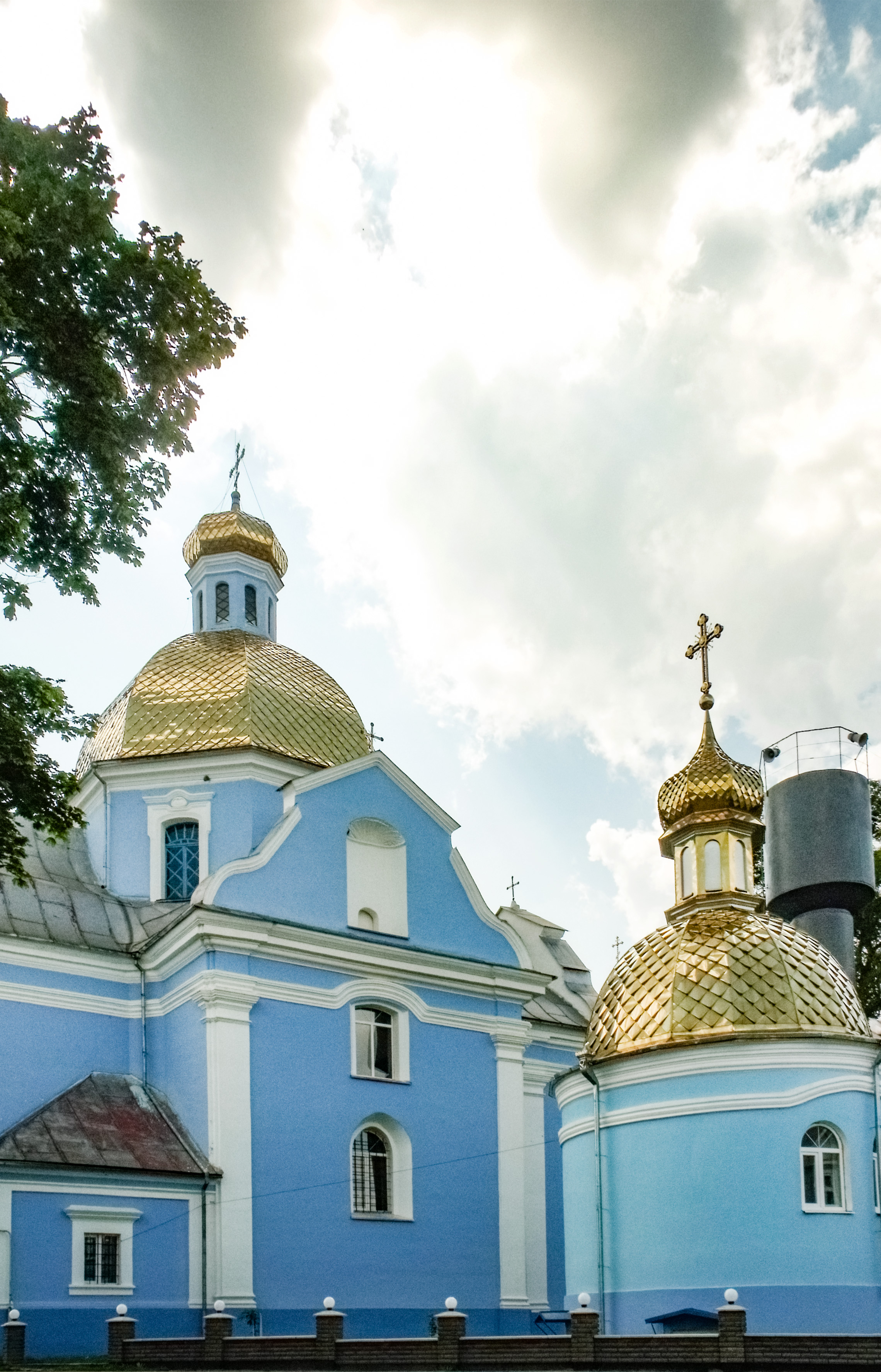
église st-Nicolas[5] et son clocher, classés[6],
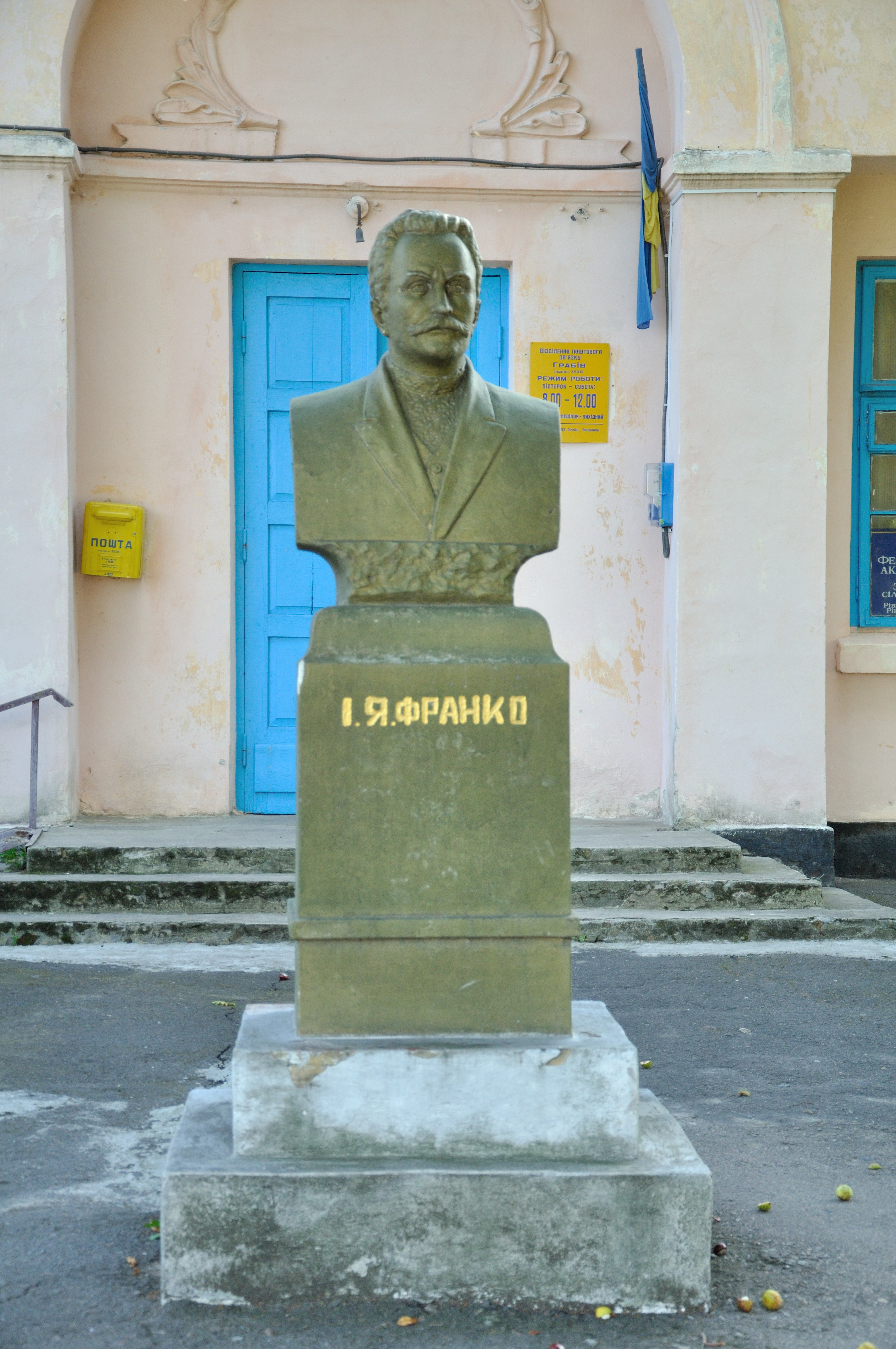
buste d'Ivan Franko de Hrabiv, classée[7],
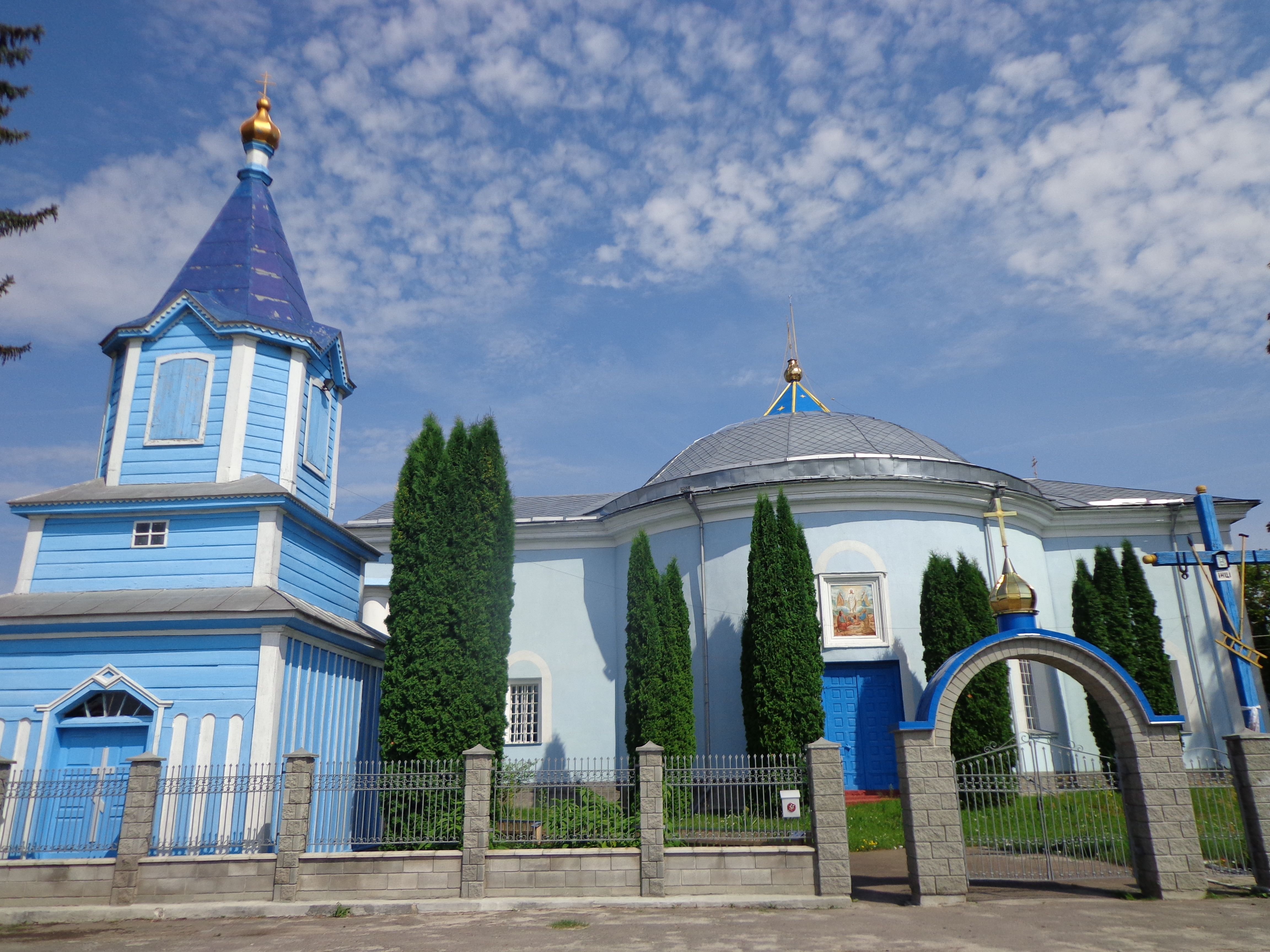
église st-Nicolas[8] et son clocher, classés[8] d'Oleksandria.